# دیسپلازی پهنه استخوان
دیسپلازی پهنه استخوان (انگلیسی: Metaphyseal dysplasia) که با نام‌هایی نظیر بیماری پایل، سندرم پایل، سندرم پایل-کوئن، سندرم باکوین-کریدا یک بیماری نادر است که در آن بخش بیرونی تنهٔ استخوان‌های دراز نازک‌تر از حد عادی است و احتمال شکستگی در آن بیشتر است.

## ویژگی‌های بالینی
این بیماری یک اختلال اتوزومال مغلوب است که بر خلاف نمای شدید رادیولوژیک آن، علائم بالینی‌اش خفیف است. بیشتر بیماران، یک پای ضربدری خفیف دارند. آرنج افراد مبتلا کاملاً باز نمی‌شود. پهن‌شدگی استخوان ران و ترقوه مشهود است. استخوان‌ها، گاهی شکننده هستند، اما شکستگی استخوانی چندان شایع نیست. بیماران گاهی با پوسیدگی‌های دندان مراجعه می‌کنند. پیش‌آمدگی آرواره پائین، بهم‌خوردن هم‌ترازی ستون فقرات و عدم تناسب در طول اندام‌ها (دست و پا) هم از سایر علائم و نشانه‌هاست. تکامل ذهنی، بدنی و قد بیماران، اغلب طبیعی است.

## تشخیص افتراقی
این بیماری را نباید با دیسپلازی کرانیومتافیزی اشتباه گرفت. این دو بیماری از لحاظ بالینی، رادیوگرافی و ژنتیکی با یکدیگر تفاوت داشته و دو بیماری متمایز هستند.

## درمان
مبتلایان به این بیماری، اغلب بدون علامت هستند. در صورت وجود ناهنجاری‌های دندانی، مداخلات دندانپزشکی ضرورت می‌یابد. ناهنجاری‌های اسکلتی نیازمند جراحی‌های ارتوپدیک است.